# 24 Wochen
24 Wochen ist ein deutscher Spielfilm der Regisseurin Anne Zohra Berrached aus dem Jahr 2016. Der Film wurde am 14. Februar 2016 im Rahmen der 66. Internationalen Filmfestspiele Berlin (Berlinale) als einzig deutscher Beitrag uraufgeführt und konkurrierte dort im internationalen Wettbewerb um den Goldenen Bären. Nachdem sich der Filmverleih Neue Visionen die Rechte am Film gesichert hatte, lief er am 22. September 2016 in den deutschen Kinos an.

## Handlung
Astrid ist Kabarettistin und mit ihrem Manager Markus liiert. Beide haben zusammen ein Kind. Als Astrid mit ihrem zweiten Kind im sechsten Monat schwanger ist, erfährt das Paar bei einer Routineuntersuchung, dass ihr ungeborenes Kind mit dem Down-Syndrom zur Welt kommen wird. Das Paar muss entscheiden, ob das geistig und körperlich behinderte Kind zur Welt gebracht oder eine Spätabtreibung eingeleitet werden soll. Nach weiteren Untersuchungen stellt sich heraus, dass das Kind auch einen schweren Herzfehler hat und sich deshalb sofort nach der Geburt einer Operation unterziehen müsste. Die Schwere der geistigen und körperlichen Behinderung lässt sich vor der Geburt nicht genau bestimmen. Nach vielen Auseinandersetzungen und Diskussionen innerhalb und außerhalb der Familie erkennt Astrid, dass nur sie allein die Entscheidung treffen kann. Sie entscheidet sich dafür, das Kind im siebten Monat abzutreiben. Anschließend geht sie mit dieser Entscheidung an die Öffentlichkeit.

## Hintergrund
24 Wochen wurde nicht rein szenisch umgesetzt. Vielmehr ist der Film eine Mischform mit dokumentarischen Anteilen, wie bereits Anne Zohra Berracheds Spielfilmdebüt Zwei Mütter (2013). Berrached betont, dass sie „Realität und Fiktion ineinander verschmelzen lassen wollte.“ Während die Familie von Schauspielern verkörpert wird – Mutter Julia Jentsch, Vater Bjarne Mädel, Großmutter Johanna Gastdorf, Kind Emilia Pieske – spielen sich die Ärzte, Psychologen und die übrigen Kinder, die im Film vorkommen, selbst. Dadurch wird dem Film eine besondere authentische Note verliehen.
Die Kabarettauftritte der Hauptfigur wurden während realer Comedy-Shows (u. a. Nuhr im Ersten, Ladies Night, 3satFestival) mit den Moderatoren Dieter Nuhr, Gerburg Jahnke und anderen Kabarettisten gedreht. Astrid begegnet ihren Kabarettkollegen Sebastian Pufpaff, Abdelkarim und Barbara Ruscher. Daneben gibt es weitere Cameo-Auftritte wie beispielsweise von Stefan Kretzschmar und Thomas Koschwitz.
Im Film befinden sich Bilder eines Fötus im Mutterleib der Frau, die in dieser Qualität noch nie auf europäischer Filmleinwand gezeigt wurden. Sie entstanden mittels einer minimalinvasiven Kamera bei vorgeburtlichen Operationen.
Berrached lässt die beiden Hauptfiguren aus Zwei Mütter in Erscheinung treten und erzählt ihre Geschichte weiter. Sie widmet ihr Werk Khodadad und Fee, zwei behinderten Kindern, eines geboren, das andere abgetrieben.
Gedreht wurde in Leipzig, u. a. an der Schauburg, und im Equipagenweg in Markkleeberg.

## Auszeichnungen
Der Film wurde von einer Jury der deutschen Programmkinos und Filmkunsttheater mit dem Gilde-Filmpreis als bester Wettbewerbsbeitrag der Berlinale ausgezeichnet. Dabei wurde in der Laudatio der „außerordentliche Mut“ hervorgehoben, mit dem sich der Film dem Thema widmet, sowie die „großartigen Schauspieler und die große Nähe zu den Protagonisten“, die „diesem Film eine Wucht [geben], die zutiefst berührt“.
Auf dem Filmkunstfest Mecklenburg-Vorpommern erhielt der Film den Preis für die Beste Regie, den Publikumspreis sowie den Förderpreis der DEFA-Stiftung.
Für den Film wurde Anne Zohra Berrached im Jahr 2016 mit dem Studio Hamburg Nachwuchspreis in der Kategorie Beste Regie ausgezeichnet.
Außerdem erhielt sie 2016, gemeinsam mit Julia Jentsch, den Preis der Saarland Medien GmbH des Günter-Rohrbach-Filmpreises.
Beim Deutschen Filmpreis 2017 bekam 24 Wochen den Filmpreis in Silber und war in den Kategorien beste Regie, bestes Drehbuch und beste weibliche Hauptdarstellerin nominiert.